# 乌干达国旗
乌干达共和国国旗在1962年10月9日该国从英国独立后开始使用，由六道横向宽条垂直排列，从上到下分别为黑色、黄色、红色、黑色、黄色、红色；第3、4道宽条中间有一白色圆形包围著乌干达国鸟──灰冠鹤的图案，面向国旗悬挂的方向。黑、黄、红三色承袭自乌干达人民大会党，分别代表非洲人、非洲的阳光和非洲人民的团结。
这面国旗是由乌干达首任司法部长格雷斯·伊宾吉拉设计。